# Ananda Nahu
Ananda Nahu là một họa sĩ graffiti người Brasil. Ananda Nahu sinh ra ở Bahia tại Brasil năm 1985. Năm 2001, cô đã chuyển từ Juazeiro đến Salvador, nơi đây, Ananda Nahu đã theo học tại trường Cao đẳng Thiết kế vào năm 2003 và sau đó học tại trường Mỹ thuật tại Đại học Liên bang Bahia năm 2004. Trong suốt thời gian này, cô đã phát triển sở thích trong các lĩnh vực nghệ thuật đa dạng như nhiếp ảnh, tranh nghệ thuật và điêu khắc.
Ananda Nahu đã được giới thiệu với nghệ thuật graffiti khi cô gặp nghệ sĩ graffiti và chồng hiện tại của mình, Rodrigo Izolag. Kết quả là, cô đã bắt đầu sử dụng giấy nến để tạo ra các tác phẩm nghệ thuật trên tường. Trong đa số tác phẩm của Ananda Nahu, cô chủ yếu giới thiệu về phụ nữ, sử dụng nhiều kỹ thuật, màu sắc, hiệu ứng hình ảnh và phong cách vẽ khác nhau, kết hợp giữa văn hóa hiện đại và quá khứ với con người thành một tác phẩm hài hòa thể hiện vẻ đẹp thuần khiết, sức mạnh và tích cực từ bản chất của con người.
Ananda Nahu đã được chọn là một trong những nghệ sĩ "định hình lại nghệ thuật" của Brasil vào năm 2015 bởi CNN Style. Năm 2016, Ananda Nahu đã đóng góp một bức tranh tường lớn ở Cleveland tại Ohio.
Ananda Nahu hiện đang sống ở Rio de Janeiro, Brasil.